# Том Руні
Томас Дж. «Том» Руні (англ. Thomas J. «Tom» Rooney; нар. 21 листопада 1970, Філадельфія, Пенсільванія) — американський політик-республіканець, з 2009 року він представляє штат Флорида у Палаті представників США.

## Біографія
Він виріс у Палм-Біч-Ґарденс (Флорида). У 1989 році він закінчив Сіракузький університет (штат Нью-Йорк), а у 1993 — Washington & Jefferson College у Вашингтоні (Пенсильванія). Руні працював у штаті сенатора США Конні Мака III. До 1996 року він навчався в Університеті Флориди у Гейнсвіллі. Після отримання юридичного ступеня в Університеті Маямі у 1999 році, Руні був прийнятий до колегії адвокатів. Між 2000 і 2004 він був військовим юристом в американській армії. Протягом цього часу він також читав правові лекції у Військовій академії США у Вест-Пойнті. Потім він працював у державній владі Флориди помічником Генерального прокурора.